# Stazione di Guardiola
La stazione di Guardiola è una fermata ferroviaria della ferrovia San Severo-Peschici nel territorio comunale di Rodi Garganico, in provincia di Foggia.
È gestita dalle Ferrovie del Gargano.